# Tura inquilina
Tura inquilina là một loài chân đều trong họ Porcellionidae. Loài này được Koelbel miêu tả khoa học năm 1894.